# Le Voyageur (série télévisée)
Pour les articles homonymes, voir Voyageur.
Le Voyageur (The Hitchhiker littéralement L'Auto-stoppeur) est une série télévisée franco-canado-américaine en 85 épisodes de 26 minutes, créée par Riff Markowitz, Lewis Chesler et Richard Rothstein et diffusée du 23 novembre 1983 au 12 mai 1987 sur HBO, puis du 22 mai 1989 au 22 février 1991 sur USA Network, et au Canada sur First Choice.
En France, la série a été diffusée à partir du 13 septembre 1986 sur Antenne 2. Rediffusion des quatre premières saisons dès le 14 novembre 1988 dans l'émission Les Accords du Diable sur La Cinq, puis dès le 21 juillet 1989 diffusion de la saison 5 coproduite par La Cinq en 1991 c'est sur M6 qui co-diffuse avec La Cinq pour ses deux chaînes en clair. En 1999, rediffusion intégrale sur Série Club et diffusion de la saison 6 inédite à la suite de l'arrêt de La Cinq puis la rediffusion de la saison 6 inédite à partir de septembre 2000 à 6h du matin sur TF1 puis aussi sur Monte-Carlo TMC et TV Breizh.

## Synopsis
Un peu à la façon de La Quatrième Dimension, cette série est une anthologie d'histoires fantastiques, policières avec en plus de l'érotisme présentées par un mystérieux auto-stoppeur.

## Distribution
- Nicholas Campbell : Le voyageur (1983)
- Page Fletcher (en) (VF : Gérard Dessalles): Le voyageur (1984-1991)

De nombreux acteurs ont figuré au casting de la série, parmi lesquels :
- Karen Black
- Jean-Claude Bouillon
- Willem Dafoe
- Joe Dallesandro
- Elliott Gould
- Antony Hamilton
- Helen Hunt
- Claude Jade
- Margot Kidder
- Klaus Kinski
- Ornella Muti
- Franco Nero
- Geraldine Page
- Bill Paxton
- Tom Skerritt
- Robert Vaughn
- Fred Ward
- Michèle Laroque
- Frédéric Norbert
- Brad Dourif

## Production
Le Voyageur a été réalisé à la suite des quotas de production française imposés à la fin des années 1980. La Cinq coproduira ainsi plusieurs séries dont Rintintin junior et Les deux font la loi.
La série est une coproduction entre le Canada, les États-Unis et la France. Filmée à Vancouver et à Toronto, au Canada, et à Paris, en France. Elle a été produite par Corazon Productions pour la saison 1 (3 épisodes), Quintina Productions pour les saisons 2 à 4 (36 épisodes), enfin Atlantique Productions, La Cinq et Quintina Productions pour les saisons 5 à 6 (47 épisodes). La dernière saison n'ayant pu être diffusée (bien que doublée) pour cause de dépôt de bilan de La Cinq, c'est Série Club qui la récupérera pour la diffuser courant 1999.
L'acteur Nicholas Campbell interprétait le « voyageur » pour les trois premiers épisodes. Lors de la diffusion de la série en syndication, les interventions du "Voyageur" ont été retournées avec Page Fletcher. Les épisodes originellement diffusés sur HBO ont aussi été remontés afin de retirer les scènes de violence et de nudité pour la syndication.

## Épisodes

### Première saison (1983)
1. Les Vœux (Shattered Vows), écrit par Richard Rothstein
2. Quand l'aube se lève (When Morning Comes), écrit par Richard Rothstein
3. Fatale décision (Split Decision) écrit par Jeph Loeb et Matt Weissman

### Deuxième saison (1984-1985)
1. La musique adoucit les morts (Lovesounds)
2. Un si beau souvenir (Remembering Melody)
3. Un si beau visage (Face To Face)
4. Et si on rêvait (And If We Dream)
5. Menus larcins (Petty Thieves)
6. Vidéomania (Videodate)
7. L'Adieu aux armes (A Time For Rifles)
8. L'Homme à la fenêtre (Man at the Window)
9. Service compris (Hired Help)
10. Instincts meurtriers (Murderous Feelings)

### Troisième saison (1985-1986)
1. Travail de nuit (Nightshift)
2. Quand vient la nuit (Out of the Night)
3. Meurtre (The Killer)
4. Ondes courtes (W.G.O.D.)
5. Le Meilleur ami de l'homme (Man's Best Friend)
6. L'auteur ! L'auteur ! (Ghostwriter)
7. Le Paquet (O.D. Feelin')
8. Le Grand tournant (Dead Man's Curve)
9. Le Sortilège (The Curse)
10. Quand on y croit ! (True Believer)
11. La dernière scène (Last Scene)
12. L'Homme de son rêve (Man of Her Dreams)
13. Rock'n roll (One Last Prayer)

### Quatrième saison (1987)
1. Bc bg (Perfect Order)
2. Le Grand chemin (Minuteman)
3. Des envies de meurtre (Dead Heat)
4. Pourquoi êtes-vous là ? (Why Are You Here?)
5. L'Appartement-témoin (Homebodies)
6. Ordres du médecin (Doctor's Orders)
7. Titre français inconnu (The Legendary Billy B.)
8. Au nom de l'amour (In the Name of Love)
9. Titre français inconnu (Made For Each Other)
10. Titre français inconnu (Joker)
11. Titre français inconnu (Best Shot)
12. Le Cercle (Secret Ingredient)
13. Titre français inconnu (Cabin Fever)

### Cinquième saison (1989)
Les dates ci-dessous sont pour la diffusion française sur La Cinq.
1. Le Martyr (The Martyr), diffusé le 28 juillet 1989[1]
2. La Mort en direct (In Living Color), diffusé le 21 juillet 1989[2]
3. La Belle et la Bête (Dark Wishes), diffusé le 2 janvier 1990[3]
4. Porte-jarretelles (Garter Belt), diffusé le 18 août 1989[4]
5. Sombres desseins (Shadow Puppets), diffusé le 3 janvier 1990
6. Renaissance (Renaissance), diffusé le 8 janvier 1990[5]
7. La Miraculée (The Miracle of Alice Ames), diffusé le 9 janvier 1990[5]
8. 36 15 Code Liz (Code Liz), diffusé le 6 janvier 1990[5]
9. Donnant donnant (Her Finest Hour), diffusé le 10 janvier 1990[5]
10. À toi pour toujours (Together Forever), diffusé le 13 janvier 1990[6]
11. Seul au monde (Phantom Zone), diffusé le 11 janvier 1990[6]
12. Roue de fortune (Spinning Wheel), diffusé le 15 janvier 1990[6]
13. Impair et passe (Square Deal), diffusé le 16 janvier 1990[6]
14. Morceaux choisis (Part of Me), diffusé le 20 janvier 1990[7]
15. Prêt à porter (Fashion Exchange), diffusé le 27 janvier 1990[8]
16. La Maison (Hootch), diffusé le 3 février 1990[9]
17. L'Entraîneur (Coach), diffusé le 15 février 1990[10]
18. Le Verdict (The Verdict), diffusé le 10 février 1990[10]
19. Auto escamotable (Hit & Run)
20. L'Écran du diable (Studio 3X), diffusé le 23 juillet 1990[11]
21. Amertume (Striptease), diffusé le 19 février 1990[12]
22. Au suivant de ces messieurs (The Cruelest Cut)
23. Génération suicide (The Dying Generation), diffusé le 22 février 1990[12]
24. L'Ennemie (My Enemy), diffusé le 24 février 1990[13]
25. Bienvenue dans le monde du cinéma (Power Play)
26. Vedette d'un jour (Pawns), diffusé le 3 mars 1990[14]

### Sixième saison (1990-1991)
1. Mission accomplie (Fading away)
2. Plus vrai que nature (Tough guys don't whine)
3. Cauchemars (Riding the nightmare)
4. L'Indomptable (Strate shooter)
5. Sans rime ni raison (Hard rhyme)
6. Décharge interdite (Toxic shock)
7. À la vie, à la mort (New dawn)
8. Professions libérales (A function of control)
9. En toute confiance (Trust me)
10. Fenêtre (Windows)
11. Dossier brûlant (Working girl)
12. Les amants (White slaves)
13. Piège à touristes (Tourist trap)
14. Le retour de l'enfant prodigue (Homecoming)
15. Double vie (Living a lie)
16. Fait main (Made in Paris)
17. Ni vu ni connu (A whole new you)
18. Chère maman (Offspring)
19. Les Complices (Secrets)
20. Sang neuf (New Blood)

## Polémique
Le 21 décembre 1989, le CSA condamne La Cinq a une amende de 5 millions de francs pour avoir diffusé un épisode du Voyageur le 27 juin 1989 à 16 h 30 et le téléfilm Les Voix de la nuit, le 10 juillet 1989 à 20 h 30. Les deux programmes étant trop violents pour être diffusés avant 22h30. Le Conseil d’État annule la condamnation pour l'épisode "Vidéomania", mais la confirme pour Les Voix de la nuit en  réduisant l'amende  à 3 millions de francs.